# Jean-Michel Byron
Jean-Michel Byron DuPlessis, južnoafriški pevec, * 13. oktober 1957, East London, Republika Južna Afrika. 
Jean-Michel Byron je južnoafriški funk in rock pevec. Najbolj je znan po svojem sodelovanju v skupini Toto, s katero je posnel material za albuma Past to Present 1977–1990 in Greatest Hits Live...and More. Byron je bil četrti frontman skupine. Zamenjal je Josepha Williamsa, ki je imel težave z glasom zaradi intenzivnih turnej, založba skupine Toto pa je skupini vsilila Byrona. Sprememba zasedbe je razdelila člane skupine, čeprav je ključni član skupine Jeff Porcaro na začetku podpiral spremembo. Byronovo obdobje v skupini se je končalo hitro in kontroverzno. V kasnejših letih  je Byron sodeloval z jazz fusion zasedbo Michael Sanders & the One Tribe Nation.

## Kariera
Byron se je rodil kot Jean-Michel Byron DuPlessis. Z glasbeno kariero je začel leta 1983 kot studijski pevec. Byron prihaja iz mesta East London, Južnoafriška republika. Srednjo šolo je obiskoval na šoli John Bissicker High School. Byron je kot pevec sodeloval na koncertih srednje šole.
Byron se je pridružil skupini Toto med snemanjem skladb za album Past to Present 1977–1990. Byron je prispeval glavni vokal na vseh novih štirih skladbah, ki so izšle na tem albumu, vključno s skladbo »Love Has the Power«. Byronov stil (mešanica rocka in R&B-ja) je bil drugačen od stilov prejšnjih vokalistov skupine, nanj je vplival zlasti George Michael. Album je takoj po izdaji postal hit, dosegel je Top 20 na lestvicah albumov v štirih državah, vključno z Nemčijo in Švico, album pa je izzval tudi kritični odziv. Recenzenti so imeli mešane opombe glede Byronovih pevskih sposobnosti. Recenzent William Ruhlmann s portala AllMusic je dejal, da je Byron usmerjen v soul bolj kot kdo izmed njegovih predhodnikov.
Založba skupine Toto je Byrona vsilila skupini. Ostali člani skupine temu niso bili naklonjeni zaradi Byronovega stila petja, ki se je razlikoval od progresivnega rocka, ki ga je izvajala skupine. Kljub temu, da je album bil uspešen so se stvari poslabšale. Med promocijsko turnejo leta 1990 se je začel konflikt med Byronom in ostalimi člani skupine. Njegov vzvišen način obnašanja je razjezil ostale člane skupine, vplival pa je tudi na oboževalce skupine. Kitarist skupine, Steve Lukather je opisal Byronovo vedenje na odru: »Byron je prišel na oder in začel plesati okrog. Gledam Jeffa z izbuljenimi očmi. Na vajah je Byron mirno sedel, sedaj pa pleše kot Michael Jackson«.
Skupina je prenehala z vabljenjem dodatnih vokalistov, Steve Lukather je tako prevzel vlogo glavnega pevca, Byron pa je postal spremljevalni pevec.
Zaradi nenaklonjenosti do Byrona je skupina iz filma o turneji Toto Live odstranila vse skladbe, ki jih je izvajal Byron, njegov studijski prispevek skupini pa je še vedno vroča tema med kritiki in poslišalci. Po odpustitvi iz skupine je Byron izdal solo album Byron, ki je vseboval alternativno verzijo skladbe »Love Has the Power«.
Kasneje je Byron sodeloval s skupino »Michael Sanders & the One Tribe Nation«, ki je izvajala mešanico jazz rocka in funka. Leta 2005 je skupina izdala debitantski album Servants of a Lesser God. Album vsebuje Byronove skladbe in skladbe Luisa Conteja in Andyja Vargasa in je izzval pozitivne odzive kritikov, kot je Morley Seaver s portala antimusic.com, ki je pohvalil predvsem hipnotično mešanico glasbene virtuoznosti in prijetne melodije za ušesa.
Byron je sodeloval tudi pri albumu organizacije »Star Jasmine Music Foundation« Star Jasmine, ki je izšel leta 2007. Album vsebuje Byronove skladbe, ki so jih izvedli glasbeniki kot so Ginger Baker in Van Morrison. Organizacija ima v okolici Santa Barbare glasbeno šolo, ki mladim prostovoljno posoja instrumente in jih uči igranja nanje.

## Diskografija
Solo
- Byron (1991)

Toto
- Past to Present 1977–1990 (1990)
- Greatest Hits Live...and More (1992)
- Best Ballads (1995)

Michael Sanders & the One Tribe Nation
- Servants of a Lesser God (2005)